# Leonhard Emil Bach
Leonhard Emil Bach (* 11. März 1849 in Posen; † 15. Februar 1902 in London) war ein deutscher Pianist, Komponist und Musikpädagoge.

## Leben und Werk
Leonhard Emil Bach war ein Schüler Theodor Kullaks (Klavier) und Friedrich Kiels (Musiktheorie) in Berlin. 1869 wurde er Lehrer an Kullaks Akademie. 1874 wurde Leonhard Emil Bach auch Hofpianist des Prinzen Georg von Preußen. 1882 wurde er Lehrer an der Guildhall-Musikschule in London.
Leonhard Emil Bach schrieb die Opern Irmengarda (London 1892), The Lady of Langford (London 1894), Des Königs Garde (Köln 1895) und das Tabakskollegium (aus dem Nachlass). Weiterhin schrieb er Salonstücke für Klavier.